# عبد الله العريبي
عبد الله العريبي (ولد في 18 أكتوبر 1993 في المنامة، البحرين) لاعب كرة قدم بحريني يجيد اللعب في مركز قلب الدفاع. يلعب حاليا لصالح التضامن البحريني منذ 2023.